# Friedrich Kalkbrenner
Friedrich Wilhelm Kalkbrenner (tussen Kassel en Berlijn, 7 november 1785 – Enghien-les-Bains (bij Parijs), 10 juni 1849) was een Duits pianist, componist, muziekpedagoog en zakenman.

## Levensloop
Friedrich Kalkbrenner werd geboren toen zijn moeder onderweg was van Kassel naar Berlijn, ergens tussen 2 en 8 november 1785. Hij kreeg zijn eerste lessen van zijn vader, Christian Kalkbrenner, een beroemd dirigent destijds. Kalkbrenner was een intelligent kind. Toen hij zes was speelde hij al een pianoconcert van Haydn voor Frederika van Hessen-Darmstadt, koningin van Pruissen en toen hij acht was sprak hij al vloeiend vier talen.
Kalkbrenner studeerde piano bij Louis Adam in Parijs en werd in de Franse hoofdstad een vermaard pianist en pedagoog. Na zijn studie bij Adam volgde hij in 1803 nog lessen in Wenen bij de componisten Johann Albrechtsberger en Antonio Salieri. Les krijgen van Albrechtsberger was wel heel bijzonder: Albrechtsberger was weliswaar al behoorlijk op leeftijd maar was desalniettemin wel de leraar van Beethoven, Carl Czerny, Johann Nepomuk Hummel, Ignaz Moscheles, Josef Weigl en Ferdinand Ries geweest. Kalkbrenner musiceerde ook samen met Haydn, Beethoven en Hummel. Kalkbrenner is niet onbelangrijk geweest in de muziekgeschiedenis; hij heeft wezenlijk bijgedragen tot de ontwikkeling van het pianospel. Hij was in zijn tijd een bekend virtuoos en bereisde als concertpianist geheel Europa.
Van 1814 tot en met 1823 werkte en woonde hij in Londen als pianist en pedagoog. In 1824 trad hij toe als firmant tot de firma Pleyel & Co in Parijs. Hij werd een rijk zakenman. Kalkbrenner heeft enorm veel leerlingen gehad. Zijn bekendste leerlingen waren Marie Moke, de latere vrouw van compagnon Camille Pleyel, en Camille-Marie Stamaty. Stamaty was weer de leraar van o.a. Louis Moreau Gottschalk en Camille Saint-Saëns. Chopin speelde voor Kalkbrenner in 1831 tijdens zijn verblijf in Parijs en droeg zijn Eerste Pianoconcert aan hem op, die het ook vaak uitvoerde en er daardoor voor zorgde dat Chopin bekend werd in Parijs. Chopin wilde graag les van Kalkbrenner hebben maar wilde geen kopie van hem worden. Chopin gaf op een heel andere manier les dan Kalkbrenner, die zijn leerlingen adviseerde om een krant te lezen terwijl ze technische oefeningen deden. Chopin was ook geen voorstander van de Guide-Mainsmethode van Kalkbrenner en merkte op dat, “het is alsof je op je handen leert lopen om een wandeling te maken. Je kunt niet alles vanaf de pols spelen zoals Kalkbrenner beweert”.
Kalkbrenner schreef studies en etudes voor het vingerspel (met name de linkerhandtechniek), het octaafspel en de pedaalbehandeling. In 1818 verbeterde hij Logiers chiroplast voor het regelen van handhouding en aanslag. In eerste instantie werd het apparaat een succes en leverde het Kalkbrenner, door de patenten die hij op het apparaat had, veel geld op, later echter werd het door de meeste pianopedagogen als een onding bestempeld. Saint-Saëns geeft een duidelijke uiteenzetting van het apparaat waarom het op den duur niet (meer) functioneerde: "Het voorwoord bij Kalkbrenners methode, waarin hij het begin van zijn uitvinding vertelt, is buitengewoon interessant. Deze uitvinding bestond uit een staaf die voor het toetsenbord werd geplaatst. De onderarm rustte op deze staaf op zo'n manier dat alle spierbewegingen behalve die van de hand werden onderdrukt. Dit systeem is uitstekend om de jonge pianist te leren stukken te spelen die zijn geschreven voor het klavecimbel of de eerste pianofortes waarbij de toetsen reageerden op lichte druk, maar het is niet toereikend voor moderne werken en instrumenten."
Kalkbrenners pianospel was volgens Ernst Pauer: “Zo gepolijst als een biljartbal ... ongestoord, onbezonnen met een gracieuze glimlach controleerde hij zijn gehoorzame vingers als een kapitein van een compagnie goed uitgeruste soldaten.” Kalkbrenner bespeelde uitsluitend de instrumenten van Pleyel. Hij zat niet in het midden van het toetsenbord tijdens het spelen, maar iets naar rechts. Kalkbrenner heeft heel veel voor zijn instrument geschreven: etudes, fantasieën, rondo’s, variaties, vijf pianoconcerten, sonates, sonates voor quatre-mains en veel kamermuziek met piano. Maar ook maakte Kalkbrenner al decennia voor Liszt transcripties voor piano van de symfonieën van Beethoven.
Kalkbrenner had een hoge eigen dunk van zichzelf. Hij was er van overtuigd dat hij na de dood van Mozart, Haydn en Beethoven de enige nog levende klassieke componist was en hij was niet te bescheiden om dat aan iedereen en overal kenbaar te maken. Tegen Chopin zei hij: "Na mijn dood of als ik stop met spelen, zal er geen vertegenwoordiger meer zijn van de grote pianoforte-school." Clara Schumann vond dat hij altijd keek alsof hij wilde zeggen: "Oh, God, ik en de hele mensheid moeten u danken dat u een geest als de mijne hebt geschapen." De Amerikaanse pianist Louis Moreau Gottschalk begroette Kalkbrenner de ochtend na zijn debuut in Parijs. Chopin had Kalkbrenner al begroet maar was daarna backstage gegaan om de jonge Amerikaan te feliciteren met zijn uitvoering van zijn E-mineurconcert. Kalkbrenner deed dat niet, hij vond dat beneden zijn waardigheid om de Amerikaan te feliciteren. Gottschalk werd beleefd ontvangen, en zijn fijne techniek werd volledig toegeschreven aan de Guide-Mains. Kalkbrenner merkte toen op: “Maar ik hou niet van de muziek die je speelde. Chopin, Liszt, Thalberg; ze zijn niet klassiek. Jij en Stamaty hadden mijn muziek moeten kiezen. Die is pas klassiek, en bovendien vindt iedereen het leuk.” Waarschijnlijk had hij die hoge eigendunk geërfd van zijn vader Christian, die in 1803 de opera Don Giovanni van Mozart opnieuw arrangeerde en er eigen stukken muziek aan toe voegde teneinde het geheel wat ‘interessanter’ te maken.
Kalkbrenner had zijn leven lang aspiraties om aristocraat te worden en genoot ervan om onder de adel in Londen en Parijs te verblijven. In de jaren dertig van de 19e eeuw lukte dat vrij goed; hij stond op het toppunt van zijn roem, hij was een graag geziene gast in de adellijke kringen. was steenrijk en getrouwd met een vrouw van adel, een achternicht van graaf d'Estaing die in 1780 het bevel had gevoerd over de Franse marine tegen de Britten en die vervolgens in 1794 werd onthoofd voor zijn steun aan Marie-Antoinette.
Kalkbrenner wordt beschreven als een ietwat pompeuze, formele, overdreven beleefde, maar toch intelligente, zakelijke en buitengewoon slimme man. Maar hij was ook vaak het onderwerp van scherpe satire van de Duitse dichter Heinrich Heine en van Robert Schumann. Schumann vond Kalkbrenner, overigens net als zijn collega’s Henri Herz, Franz Hünten, Alexander Dreyschock en Sigismund Thalberg een alledaagse, platte en goedkope oppervlakkige virtuoos die lege, holle virtuozenmuziek schreef, afgestemd op uiterlijk succes.
Kalkbrenner stierf in 1849 in Enghien-les-Bains aan de gevolgen van cholera, die hij zelf probeerde te behandelen. Hij ligt begraven op het Cimetière de Montmartre in Parijs.

## Composities (selectie)
- Pianoconcert Nr. 1 d klein op. 61 (1823)
- Pianoconcert Nr. 2 e klein op. 85
- Pianoconcert Nr. 3 a klein op. 107
- Pianoconcert Nr. 4 As-groot op. 127 (1835)
- Grande Sonate voor Piano in F-groot op. 28
- Sonate in As-groot op. 177
- Groot Trio No. 1 voor Piano, Viool en Cello in e-klein op. 7
- Groot Trio No. 2 voor Piano, Viool en Cello in As-groot op. 14
- Derde Trio voor Piano, Viool en Bas in B-Dur op. 26
- Vierde Trio voor Piano, Viool en Cello in D-groot op. 84
- Vijfde Grand Trio voor Piano, Viool en Cello in As-groot op. 149
- Groot Kwintet voor Piano, Klarinet, Hoorn, Cello en Contrabas in a-klein op. 81
- Groot Septet op. 132
- Les Charmes de la Walse op. 73
- Polonaise brillante in B-groot op. 55
- Introductie en Rondino voor Piano over "Ahi! povero Calpigi" uit Salieris Tarare op. 78